# Marjorie Sewell Cautley
Marjorie Sewell Cautley (* 1891; † 1954) war eine US-amerikanische Landschaftsarchitektin und Hochschuldozentin an der Columbia University und dem Massachusetts Institute of Technology, die eine einflussreiche, aber oft übersehene Rolle bei der Konzeption und Entwicklung einiger früher, visionärer amerikanischer Gemeinden des 20. Jahrhunderts spielte.

## Leben
Cautleys Vater war William Elbridge Sewell, der später militärischer Gouverneur von Guam wurde. Cautley verbrachte ihre Jugend in Asien und im Pazifik, wo ihr Vater in der Navy stationiert war, wurde jedoch mit zwölf Jahren zur Waise und kam zu Verwandten nach Brooklyn. Dort studierte sie am Packer Institute for Collegiate Studies. 1917 erwarb sie an der Cornell University einen Bachelor-Abschluss in Landschaftsarchitektur und 1943 einen Master-Abschluss in Stadtplanung an der University of Pennsylvania. Sie wuchs in einer Zeit auf, als die Region an der Ostküste begann, die Notwendigkeit zu erkennen, das Problem des Wohnens anzugehen. Mit dem Aufkommen des Autos und der verbesserten Infrastruktur zogen viele Amerikaner der Mittelschicht in die Gemeinden außerhalb der überfüllten Stadtgebiete, die unkontrolliert und schlecht geplant wuchsen. Es entstand ein starkes Interesse an den Möglichkeiten der Gartenstädte.
Kurz nach ihrem Abschluss an der Cornell University wurde sie von der Architektin Julia Morgan in Alton, Illinois, angestellt, die vor allem durch ihre Entwürfe für das Hearst Castle bekannt wurde. Bei ihrer Arbeit mit Morgan und bei der Gründung ihres eigenen Büros in New Jersey im Jahr 1921 wurde Cautleys Interesse an der Gestaltung von Nachbarschaftsräumen geweckt. Das wichtigste Projekt, an dem sie mit Morgan während des Ersten Weltkriegs arbeitete, war ein Hotel für Kriegsarbeiter. Ihr erstes Projekt, das sie als unabhängige Künstlerin in Angriff nahm, war ein öffentlicher Park in Tenafly, New Jersey, genannt Roosevelt Common. Einer der interessanten Aspekte dieses Entwurfs, der auch in ihren späteren Arbeiten wieder auftauchte, war die Verwendung von einheimischen Pflanzen, um der Landschaft ein starkes Lokalgefühl zu geben.
Wahrscheinlich war es Cautleys Interesse an diesen Nachbarschaftsräumen, kombiniert mit dem Ansatz von einheimischen Arten, das die Architekten und Planer Clarence Stein und Henry Wright dazu brachte, sie anzustellen. Stein und Wright hatten bereits mit innovativem Wohnungsbau experimentiert, und als Cautley 1924 in ihr Büro eintrat, begannen sie mit der Arbeit am Wohnungsbauprojekt im Viertel Sunnyside in Queens, nicht weit entfernt von dem Viertel in Brooklyn, in dem Cautley einen Großteil ihrer Kindheit verbracht hatte. Sunnyside Gardens wurde als Antwort auf den Wohnungsmangel nach dem Ersten Weltkrieg gebaut und war für Familien mit bescheidenem Einkommen gedacht. Die große Errungenschaft von Sunnyside Gardens war die 70 × 300 Meter große Blockbebauung, bei der alle Häuser zu den Hinterhöfen hin ausgerichtet waren. Nur 28 Prozent eines jeden Blocks wurden bebaut, so dass in der Mitte eine große Fläche für Gemeinschaftsgärten und öffentliche Grünflächen zur Verfügung stand. Einige sind der Meinung, dass Cautley der Hauptverdienst für die Entwicklung dieser Wohnkonfiguration zukommt, obwohl sie in Artikeln über die Arbeit von Stein und Wright oft nur am Rande erwähnt wird. Cautleys Bepflanzungspläne füllten den hinteren Hof jedes Hauses mit Platanen und blühenden Sträuchern, die von niedrigen Hecken umschlossen wurden, die jede Parzelle abgrenzten und gleichzeitig ein Gemeinschaftsgefühl unter den Nachbarn förderten.
Nach Sunnyside Gardens arbeitete Cautley an den Phipps Garden Apartments in Sunnyside (1930) und Hillside Homes (1935), doch ihr bekanntester Auftrag mit Stein und Wright war Radburn in Fair Lawn, New Jersey, wo sie weiterhin mit den in Sunnyside gelernten Elementen experimentierte. Cautley schrieb in der Ausgabe der Zeitschrift Landscape Architecture von 1930 ausführlich über den Bepflanzungsplan für Radburn. Sie stellte sich eine Gemeinde vor, in der es keine Hinterhöfe gab, sondern nur kleine Rasenflächen oder Grundstücke, die den Blick von der Veranda jedes Hauses auf den großen zentralen Park nicht beeinträchtigten, der nur den Bewohnern des Viertels zugänglich war. Der Park war nicht als „rechteckiges Stück Rasen und Bäume mit kissenförmigen Blumenbeeten und Warnschildern, dass man den Rasen nicht betreten darf“ zu verstehen. Stattdessen stellte sie sich einen „großen, gewundenen Streifen Land“ vor, mit breiten Gehwegen auf beiden Seiten, flankiert von schattenspendenden Bäumen, die die Aktivitäten im Freien maximieren sollten. Der Park sollte in Etappen bepflanzt werden, um Cautleys Vision einer Gemeinschaft zu verdeutlichen, die sich im Laufe der Zeit entwickelt und verändert, anstatt sie von Anfang an vollständig zu realisieren. Dies würde letztendlich eine größere Nachhaltigkeit ermöglichen. Die Pflanzen wurden so ausgewählt, dass sie möglichst pflegeleicht und für alle Jahreszeiten geeignet sind, und jeder Bewohner hatte die Möglichkeit, seinen Garten mit verschiedenen Bäumen, Hecken und Sträuchern individuell zu gestalten. Bei ihren Entwürfen war Cautley sensibel für das Bedürfnis nach einem größeren Gefühl von Eigentum innerhalb der Gemeinschaft sowie einer Wertschätzung dessen, was sie als die schnell verschwindende natürliche Landschaft von New Jersey ansah.
Nach ihrer Zeit bei Stein und Wright nahm Cautley 1935 die Stelle als Landschaftsberaterin des Staates New Hampshire an und beaufsichtigte den Bau von zehn Staatsparks, darunter die Parks von Kingston und Wentworth. Gleichzeitig lehrte sie an der Columbia University und dem Massachusetts Institute of Technology. Cautley war auch eine produktive Autorin und veröffentlichte häufig in den Zeitschriften Landscape Architecture, House and Garden, American City und dem Journal of the American Institute of Planners. Im Jahr 1935 veröffentlichte sie Garden Design: The Principles of Abstract Design as Applied to Landscape Composition, und später schrieb sie eine Masterarbeit in Stadtplanung an der University of Pennsylvania über How Blighted Areas in Philadelphia and Boston Might be Transformed (veröffentlicht in American City, 1943).
Ab Ende der 1930er Jahre kämpfte sie mit einer schweren Krankheit, die ihr schließlich 1954 das Leben nahm.

## Veröffentlichungen (Auswahl)
- Planting at Radburn. In: Landscape Architecture Magazine. Band 21, Nr. 1. American Society of Landscape, 1930, S. 23–29, JSTOR:44659636.
- Building a house in Sweden. Macmillan Company, New York 1931, OCLC 3779376.
- Garden design the principles of abstract design as applied to landscape composition. Dodd, Mead & Co., New York 1935 (hathitrust.org).

Der Nachlass wird in der Cornell University Library aufbewahrt.